# Amandola
Amandola este o comună din provincia Fermo, regiunea Marche, Italia, cu o populație de 3.266 locuitori (1 ianuarie 2023) și o suprafață de 69,5 km².

## Demografie
Amandola - evoluția demografică

|  | Graficele sunt indisponibile din cauza unor probleme tehnice. Mai multe informații se găsesc la Phabricator și la wiki-ul MediaWiki. |

Date: Recensăminte sau birourile de statistică - grafică realizată de Wikipedia